# Joseph Ritchie
Joseph Ritchie (Otley, 1788 - Murzuk, 20 november 1818) was een Britse chirurg, die bekend is geworden als leider van een expeditie naar de Sahara.
Ritchie vertrok in maart 1818 vanuit Tripoli, samen met George Francis Lyon en John Bedford. De intentie was dat zij in vermomming de Sahara zouden oversteken naar de Niger, en deze in een boot afvaren naar de monding. Kort na hun aankomst in Murzuk waren alle drie de mannen ernstig ziek. De andere twee herstelden uiteindelijk, maar Ritchie overleed op 20 november in Murzuk, en werd daar begraven. Lyon en Bedford reisden nog oostwaarts tot Zuila, maar keerden daarna terug naar de kust.